# 平坝窖酒
平坝窖酒是貴州省安順市平坝區产的一种兼香型白酒，平坝窖酒用高粱和糯谷为原料，用大米和七十二味中药制小曲，用小麦和三十余味中药制大曲，以小曲糖化、大曲发酵工艺酿成。1957年推出后廣受欢迎和多次获奖，酒厂在2012年一度停产，几经重组后于2017年恢复生产。